# 迎頭痛擊 (電影)
《迎頭痛擊》（英語：Knock Off）是一部1998年香港和美國合拍的動作片，由徐克執導，史提芬·狄蘇沙編劇，尚-克勞德·范·達美、勞勃·許奈德、萊拉·羅尚、王敏德、李若彤和保羅·索維諾主演。原文片名是冒牌货和定點擊殺的雙關語。該片是世上最後一部取景啟德機場的電影，該機場於1998年關閉。
電影是徐克第二部也是最後一部美國電影作品，先前與范·達美在《雙重火力》（1997年）合作過。對在美國的工作感到不滿意的徐克在拍完該片後返回香港。《迎頭痛擊》於1998年9月4日在美國上映。

## 劇情
1997年6月30日前夕，正值香港主權移交中共，一群俄羅斯人在香港某處海域潛水找東西，當香港警察靠近時，他們不小心打開水底的箱子，讓當中的娃娃漂浮到水面並引爆。最後，部分俄羅斯人逃離現場，一名追捕他們的韓警探倖存。
在香港市中心，湯米·亨德里克斯正在為「V6」（V-Six）牛仔褲安排一場時裝秀。他的搭檔馬可斯·雷在檢查了他們的貨物倉庫後遲到，並在那他看到了幾樣仿冒品，包括由香港黑幫瘦子兜售的炸彈娃娃。馬可斯和湯米隨後參加了一場人力車比賽，艾迪在比賽時讓自己的兄弟當替身作弊；那名替身被俄羅斯人誤當成艾迪綁走並殺害，之後他們追逐著艾迪和馬可斯與湯米。在一間商店展開對峙後，警探何琳前來干涉，馬可斯與湯米最終遭到逮捕。
回到他們的辦公室，V6的一位高管凱倫·李聲稱一批牛仔褲是仿冒品，馬可斯和湯米應承擔超過500萬美元的損失。除非他們能找出假牛仔褲的倉庫並查明何人所為，她同意收手。與此同時，俄羅斯大老闆殺死了未能取回娃娃的手下，並被瘦子告知V6的人將前往他們的倉庫。當湯米在一家餐館被綁架時，馬可斯跟著他，發現他正在和他的中央情報局人士交談。原來湯米是一名中央情報局探員，被派去找出利用「仿冒品之王」馬可斯當掩護的幕後偽造者。
那天晚上，在他們到達倉庫之前，一輛卡車突然衝了出來。馬可斯趴在車頂並陸續與俄羅斯暴徒交手；他和韓警探被甩下車輛後，發現了一種小圓盤。湯米的上司哈利·約翰森認定這是一種強大的「奈米炸彈」。馬可斯和湯米懷疑艾迪和這事有關，但後者指稱是瘦子才是偽造者；他發現他們的商品中有炸彈，並試圖在俄羅斯人發現它們之前將其倒入海中。他打開保險箱給他們提供證據，但它突然引爆，炸死了艾迪。馬可斯和湯米奮力逃出大樓。湯米在出去的路上獲得了錄下大樓中一切的錄影帶。
馬可斯綁走了瘦子並將他帶回位於巨大佛像底部的中央情報局基地。錄影帶顯示凱倫就在他們之前在倉庫裡。在辦公室，她給湯米戴上手銬，準備殺死他。馬可斯離開後，佛像遭到奈米炸彈引爆，他衝到辦公室去救湯米。爭鬥一番後，凱倫透露自己也是中央情報局的人，懷疑亨德里克斯的團隊有叛徒而前來調查，三人開始合作。馬可斯在凱倫的東西中發現了一個炸彈探測器，意識到身上的假牛仔褲扣子是炸彈，並查閱了電腦裡的貨物運輸單。在辦公室外，俄羅斯人綁架了凱倫和湯米。在韓警探的幫助下，馬可斯逃過一枚裝在門上的炸彈。二人根據運輸單前往一艘俄羅斯人掌控的貨船。
湯米和凱倫在貨船上得知哈利是雙面諜，他打算向上級勒索贖金，不然就要引爆他們在世界各地秘密安裝於仿冒品中的奈米炸彈。馬可斯與韓警探上船對抗所有俄羅斯人，湯米和凱倫得以趁機逃脫。當哈利企圖引爆奈米炸彈時，凱倫將幾枚炸彈扔在哈利待的另一艘船上，使現場所有的貨船全數炸毀。馬可斯、湯米、韓警探和凱倫倖存，並在水中找到哈利的雷管。
兩個月後，湯米和馬可斯在酒吧里聊天，新聞報導著中共接管香港主權。與此同時，倖存的哈利正在一個玩具上植入奈米炸彈。湯米不小心啟動了雷管，摧毀了遠處哈利所在的建築物。馬可斯和湯米看到爆炸後繼續討論今後的事業。

## 演員
- 尚-克勞德·范·達美飾演馬可斯·雷（Marcus Ray）
- 勞勃·許奈德飾演湯米·亨德里克斯（Tommy Hendricks）
- 萊拉·羅尚（英语：Lela Rochon）飾演凱倫·李（Karen Lee）
- 王敏德飾演韓警探（Detective Han）
- 李若彤飾演何琳（Ling Ho）
- 保羅·索維諾飾演哈利·約翰森（Harry Johansson）
- 黃偉文飾演王艾迪（Eddie Wang）
- 陳英明（英语：Glen Chin）飾演王瘦子（Skinny Wang）
- 韋斯·沃爾夫（Wes Wolff）飾演丁格（Dinger）
- 陳豪飾演黃警官（Officer Wong）

## 外部連結
- 互联网电影数据库（IMDb）上《迎頭痛擊》的资料（英文）
- AllMovie上《迎頭痛擊》的资料（英文）
- Box Office Mojo上《迎頭痛擊》的資料（英文）
- 爛番茄上《迎頭痛擊》的資料（英文）